# Bokhsānī
Bokhsānī (persiska: Boqşānī-ye ‘Olyā, بخسانی, Boqşānī, Beḩsānī) är en ort i Iran.   Den ligger i provinsen Khorasan, i den östra delen av landet, 800 km öster om huvudstaden Teheran. Bokhsānī ligger 1 051 meter över havet och antalet invånare är 354.
Terrängen runt Bokhsānī är kuperad åt sydväst, men åt nordost är den platt.Runt Bokhsānī är det glesbefolkat, med 13 invånare per kvadratkilometer. Närmaste större samhälle är Nashtīfān, 12,3 km öster om Bokhsānī. Omgivningarna runt Bokhsānī är i huvudsak ett öppet busklandskap.